# Vähä-Liikke
Vähä-Liikke är en ö i Finland. Den ligger i Bottenhavet och i kommunen Pyhäranta i den ekonomiska regionen  Nystadsregionen i landskapet Egentliga Finland, i den sydvästra delen av landet. Ön ligger omkring 74 kilometer nordväst om Åbo och omkring 210 kilometer väster om Helsingfors.
Öns area är 1,8 hektar och dess största längd är 250 meter i sydöst-nordvästlig riktning. I omgivningarna runt Vähä-Liikke växer i huvudsak barrskog.